# Cross Me
"Cross Me" é uma canção do cantor britânico Ed Sheeran com os rappers norte-americanos Chance the Rapper e PnB Rock, lançada em 24 de maio de 2019 como segundo single do quarto álbum de estúdio de Sheeran, No.6 Collaborations Project.

## Antecedentes e lançamento
Ed revelou o nome da música em 20 de maio de 2019, riscando o nome dos dois artistas em destaque, desafiando os fãs a adivinhar quem eram. Também deu uma dica da data de lançamento, afirmando que ele tinha mais novidades em breve. A voz do PnB Rock está incluída através de uma amostra de sua música "Pressure" do álbum Catch These Vibes, especificamente a fita de áudio de um vídeo XXL 2017, no qual ele deu uma interpretação freestyle de "Pressure".
Foi lançada como o segundo single do álbum No.6 Collaborations Project em 24 de maio de 2019. A faixa foi escrita por Ed Sherran, Canchellor Bennett, Fred Allen e Rakim Gilbson enquanto que a produção foi realizada pelo FRED.

## Vídeo musical
Em 23 de maio de 2019, um lyric video foi lançado através do canal do cantor no YouTube. O videoclipe oficial foi lançado em 21 de junho. Foi dirigido por Ryan Staake, o vídeo é feito com tecnologia 3D e apresenta uma versão animada do cantor, em que ele vira um dançarino. Além de seu personagem, as cenas em que o profissional faz a dança com o equipamento também são mostradas.